# Crescendo

Aanduiding van crescendo, direct gevolgd door een decrescendo.

Crescendo is een Italiaanse muziekterm (afgeleid van het Italiaanse crescere voor groeien) voor een dynamische figuur waarbij de klanken in een passage steeds sterker worden. Het is een vorm van overgangsdynamiek en het tegengestelde van decrescendo.
Crescendo wordt aangegeven door twee lijnen die steeds verder uit elkaar gaan (), genoteerd onder de desbetreffende partij, en in partijen met twee notenbalken zoals voor piano, tussen de balken, tenzij beide balken verschillende dynamiek benodigen. Ook de afkorting cresc. wordt gehanteerd.